# روبرت إي. كولسن
روبرت إي. كولسن (بالإنجليزية: Robert E. Coulson)‏ هو محامي وكاتب وعسكري أمريكي، ولد في 12 مايو 1912، وتوفي في 11 يناير 1986.